# Řecký honič
Řecký honič (řecky: Hellinikos ichnilatis) je větší honicí pes, pocházející z Řecka.  V České republice se vyskytuje v menším množství. V Řecku je však stále hojně využíván k práci s ovcemi.

## Historie
Původní důvod vyšlechtění tohoto plemeno byl lov zajíců, dnes se ale využívá jako pastevecký pes. Vznikl již ve středověku, není tedy jasné, z jakých plemen vzešel, ale je nápadně podobný balkánskému honiči. Jejich příbuznost ale nebyla prokázána. Toto plemeno je uznané FCI a patří do skupiny honičů, barvářů a příbuzných plemen, v sekci pak patří do středních honičů.

## Vzhled
Středně velký pes s krátkou srstí, která dobře izoluje proti vodě i zimě, většinou černou s pálením. Jemné konstrukce s lehkou kostrou. Hlava je dlouhá. Mozkovna je stejně dlouhá jako nosní hřbet. Uši jsou střední délky, zavěšené vysoko a jsou ploché. Nošené jsou podél hlavy. Krk je středně dlouhý, velmi dobře osvalený a rovný, bez laloku. Srst na něm netvoří límec. Hřbet je dlouhý a rovný, spíše široký. Ocas není dlouhý, maximálně k hlezennímu kloubu. Nohy jsou dlouhé, dobře osvalené a stavěné na běh na dlouhé tratě.

## Povaha
Honič s velmi jemným nosem, přizpůsobivý a schopný zvyknout si na horko i na zimu, jelikož srst skvěle izoluje. Je to společenské plemeno a nejlépe mu bude ve společnosti dalších psů. Vyznačuje se znělým a harmonickým hlasem. S ostatními zvířaty moc dobře nevychází, to však neplatí o fenách - k psům (samcům) se ale může chovat dominantně. Děti má rád a celou svoji rodinu miluje a chrání ji. Je to dobrý hlídač, nicméně pokud není ohrožen, nenapadá ostatní lidi či zvířata. Je oddaný a těžko si přivyká na novou rodinu.

## Péče
Srst nepotřebuje speciální péči, jen v době línání, kdy je třeba ji každodenně vyčesávat. Voda srsti nevadí, a na kůži se nedostane, proto mu časté koupání ve vodě neškodí. Šampon ale stačí použít jen 2x za rok. Vyžaduje hodně pohybu a nejlépe mu je jako honiči - má silné lovecké pudy a nejlépe se proto uplatní u myslivců. Při nedostatku pohybu může být agresivní nebo mít sklony k ničení např. zahrady. Potřebuje pevnou ruku a výcvik.